# Kaitans
Kaitans (finska: Kaitaa) är en stadsdel i Esbo stad och hör administrativt till Stor-Esbovikens storområde. 
Kaitans är ett småhusområde söder om Västerleden. Sjön Hannusträsk ligger i Kaitans. Höghusområdet Ivisnäs finns i södra Kaitans, samt företagsområdet Finno i norra Kaitans.
Byn Kaitans benämndes i mitten av 1500-talet Rijlax och sedan 1549 Kaijtans, Kaitans (1550), Kaijttans (1551). Efter det kom tillägget -by i namnet: Kaidansby (1564). Namnet kan möjligen härstamma från ett personnamn.